# Markku Uusipaavalniemi
Markku Uusipaavalniemi (Karkkila, 23 november 1966) is een Fins curlingspeler.

## Biografie
Uusipaavalniemi is de meest succesvolle Finse curlingspeler uit de geschiedenis. Onder zijn leiding behaalde het Finse curlingteam in 2000 de Europese titel. In 1998 en 2000 won hij brons op het wereldkampioenschap. In 2005 won hij de eerste editie van het EK voor gemengde landenteams. Het hoogtepunt uit zijn carrière was evenwel de Olympische Winterspelen 2006, waar hij zilver won. In 2011 zette hij een punt achter zijn curlingloopbaan.
Van 2007 tot 2011 zetelde Uusipaavalniemi in de Eduskunta, het Finse parlement. Hij werd verkozen op de lijst van de Centrumpartij, maar stapte in november 2010 uit de partij. In 2011 nam hij namens de Finnenpartij deel aan de parlementsverkiezingen, evenwel zonder succes.